# Hyundai XG

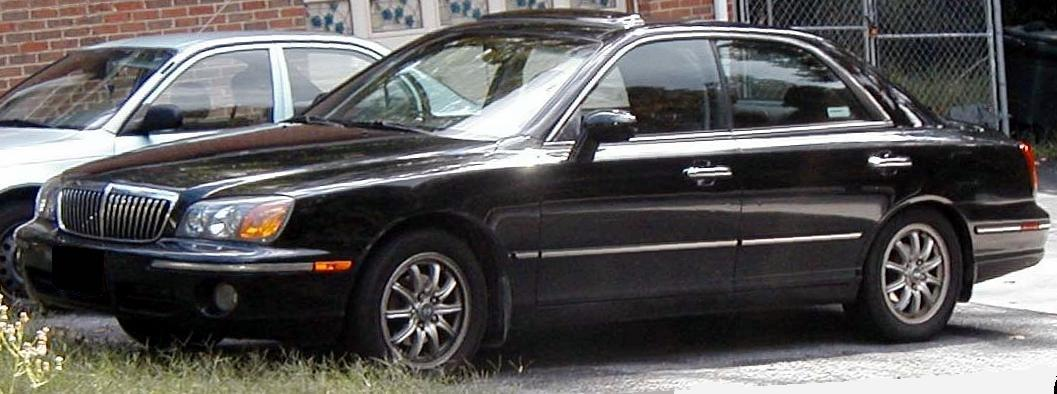
Hyundai XG (2001—2003)

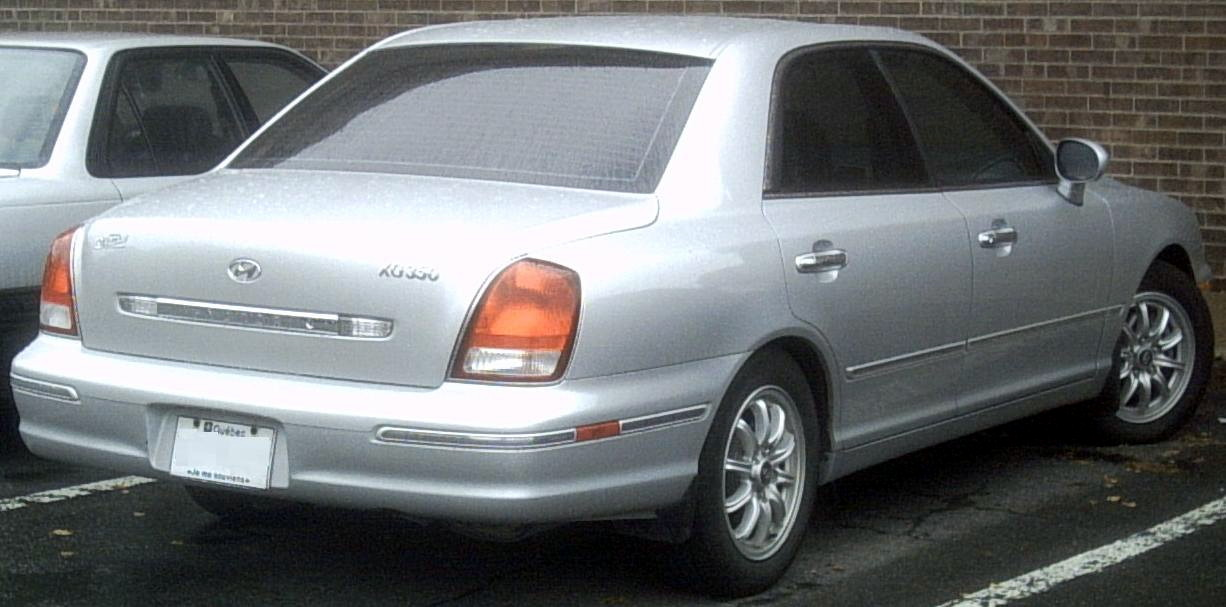
Hyundai XG350 (2002—2003)

Hyundai XG — третье поколение Hyundai Grandeur. Продавалось в Швеции с 1998 по 2003 год, а на других рынках — до 2005 года. Первые две модификации (XG250 и XG300) были переделками Mitsubishi Debonair, а третья (XG350), в свою очередь, была полностью разработана компанией Hyundai с учётом технического опыта предыдущих двух поколений. У автомобиля Kia Opirus был общий модифицированный вариант платформы Grandeur/XG.

## XG250
Hyundai XG250 дебютировал в 1999 году с 2,5-литровым двигателем Delta V6. На некоторых рынках автомобиль продавался до 2005 года под индексом XG25. В Южной Корее автомобиль назывался XG20.

### Технические характеристики
- Разгон до 100 км/ч (60 миль/ч): 10,6 сек.
- Максимальная скорость: 204 км/ч (127 миль/ч)
- Мощность: 165 л. с. (123 кВт)

## XG300
Hyundai XG300 дебютировал в 1999 году с 3,0-литровым двигателем Sigma V6. Выпускался с 2001 по 2003 год и продавался в Европе и азиатских странах под индексом XG30. Во Франции автомобиль продавался с 2,5-литровым двигателем Delta V6 и под индексом XG25.

### Технические характеристики
- Разгон до 100 км/ч (60 миль/ч): 9,8 сек.
- Максимальная скорость: 214 км/ч (133 мили/ч)
- Мощность: 181 л. с. (135 кВт)

## XG350
Hyundai XG350 выпускался с 2002 года с 3,5-литровым двигателем Sigma V6 мощностью 194 л. с. (145 кВт). В Южной Корее автомобиль оснащался двигателями Delta объёмом 2,0—2,5 литра. В 2004 году автомобиль прошёл рестайлинг, а в 2005 году он был снят с производства.

## Галерея

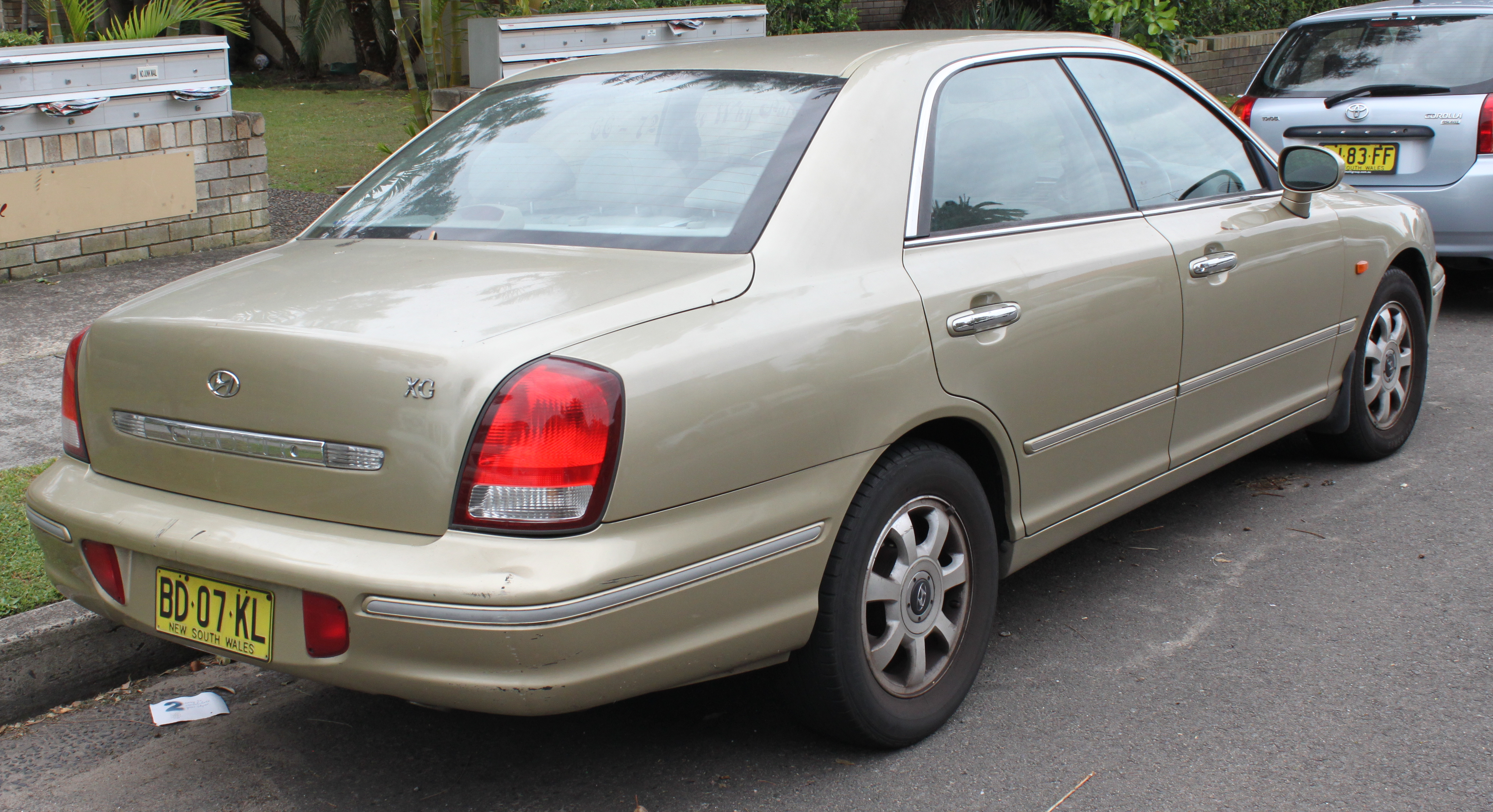
2002 Hyundai Grandeur (XG) (Австралия)
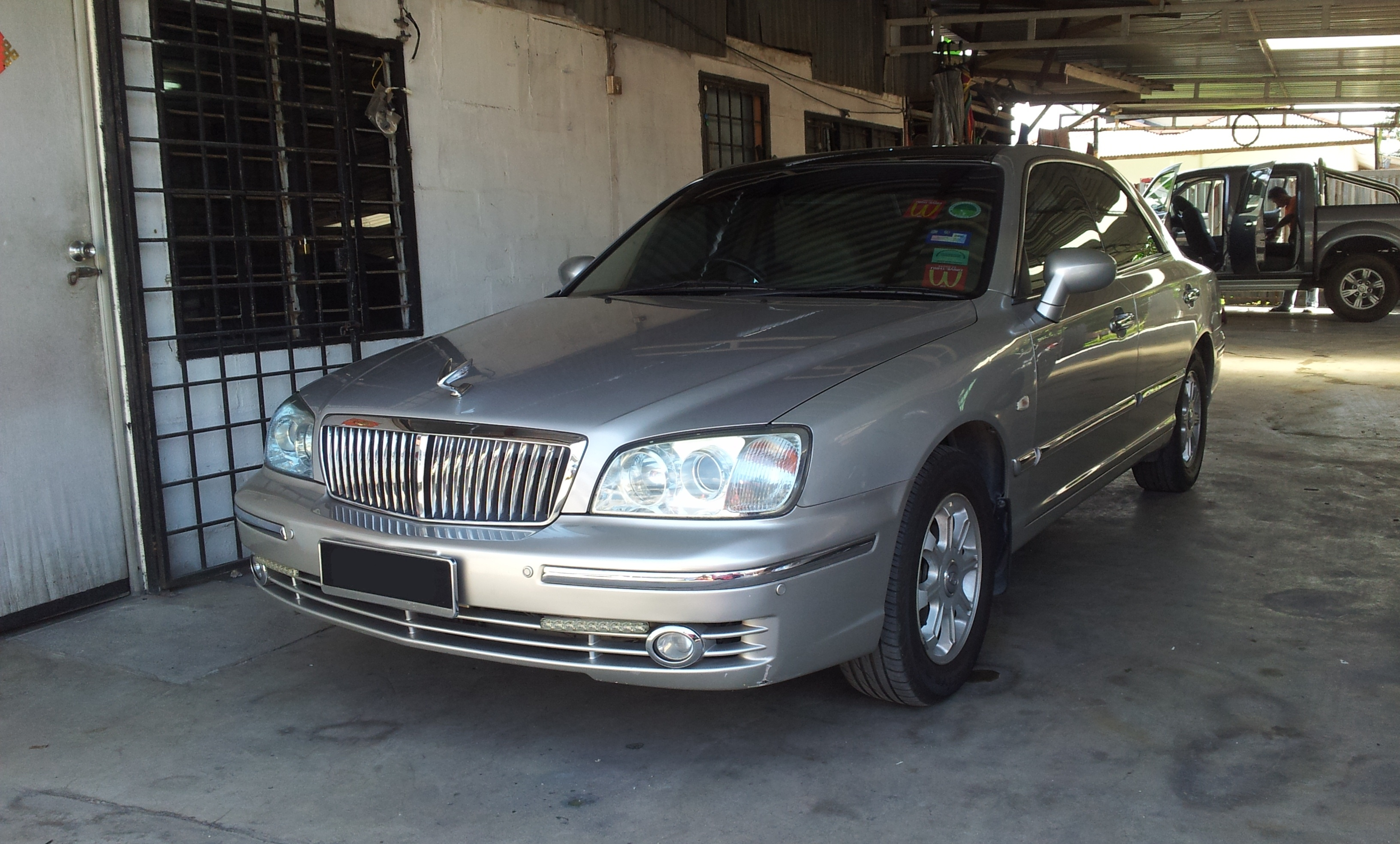
2003—2005 Hyundai Grandeur XG250 (Малайзия)
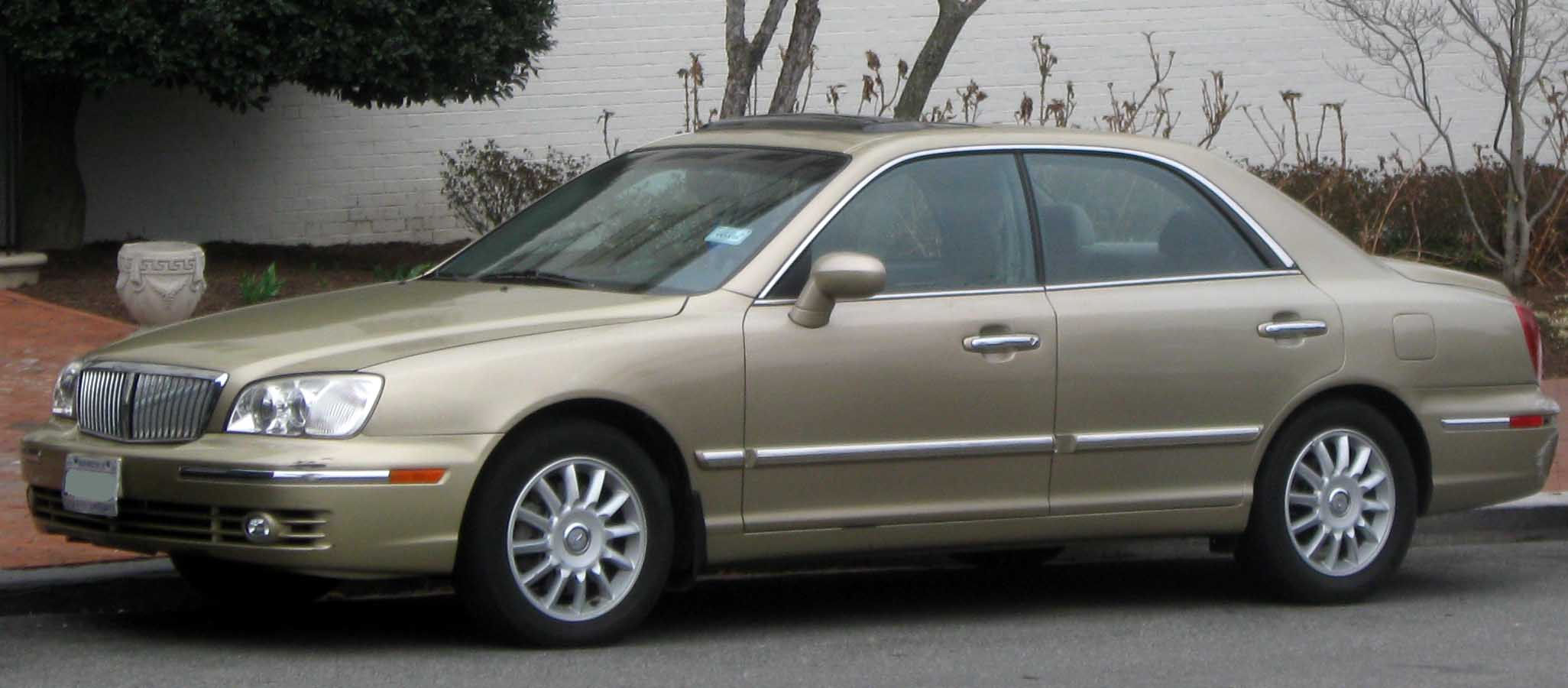
2004—2005 Hyundai XG350L (США)